# Макви, Эстер
Э́стер Луи́за Макви́ (англ. Esther Louise McVey; род. 24 октября 1967, Ливерпуль, Великобритания) — британский политик, член Консервативной партии, министр труда и пенсий во втором кабинете Терезы Мэй (2018), младший министр жилищного строительства и планирования в первом и втором кабинетах Бориса Джонсона (2019—2020). Государственный министр без портфеля (2023—2024).

## Биография
Провела детство в Ливерпуле, окончила частную школу — академию Бельведер — и первой в своей семье получила университетское образование — изучала право в Лондонском университете королевы Марии, затем — радиожурналистику в Лондонском городском университете, а в 2009 году, успев поработать в 2000—2006 годах директором отцовской строительной компании J. G. McVey & Co., получила степень магистра в Ливерпульском университете имени Джона Мурса.
Начинала свою карьеру как журналистка и телеведущая, в том числе на канале GMTV. В 2000 году основала собственное дело, оборудовав офисный центр для новых стартапов и учредив крупнейшую сеть для женщин-предпринимателей на северо-западе Англии.

### Политическая карьера
В 2005 году проиграла парламентские выборы в округе Уиррал Вест лейбористу Стивену Хесфорду, немного отстав от него по количеству поданных голосов, но в 2010 всё же добилась своего, на сей раз в противостоянии с новым кандидатом лейбористов — Филом Дэвисом (за неё проголосовали 16 726 человек — на две с лишним тысячи больше, чем за соперника).
В 2012—2013 годах занимала в Министерстве труда и пенсий должность парламентского помощника министра по делам лиц с ограниченными возможностями, а в 2013—2015 годах — должность младшего министра. Подвергалась критике за жёсткий подход к решению социальных проблем в первом кабинете Дэвида Кэмерона — в частности, за поддержку так называемого «налога на спальни», который предполагал снижение пособий по квартплате малообеспеченным семьям, если занимаемая ими жилая площадь считалась избыточной.
В 2015 году проиграла выборы в своём округе лейбористке Маргарет Гринвуд, которая, набрав 18 898 голосов, опередила её всего лишь на 417 бюллетеней.
19 ноября 2015 года возглавила управление Британской транспортной полиции.
26 апреля 2017 года после отказа бывшего канцлера казначейства Джорджа Осборна от переизбрания в округе Таттон (Чешир) Макви избрана кандидатом консерваторов вместо него.
По итогам парламентских выборов 8 июня 2017 года вернулась в Палату общин, получив в округе Таттон поддержку 58,6 % избирателей и значительно опередив сильнейшего из соперников — лейбориста Сэма Рашуорта (Sam Rushworth), за которого проголосовали 28,5 %.
8 января 2018 года в ходе массовых перестановок во втором кабинете Мэй получила портфель министра труда и пенсий.
15 ноября 2018 года неожиданно ушла в отставку в знак несогласия с одобренным на заседании правительства днём ранее планом выхода Великобритании из Европейского союза, поскольку тот «не обеспечивает достойного будущего» для страны.
13 июня 2019 года в первом туре выборов нового лидера консерваторов после объявления Мэй об отставке получила только 9 голосов парламентариев и выбыла из дальнейшей борьбы.
24 июля 2019 года при формировании правительства Бориса Джонсона назначена младшим министром жилищного строительства и планирования с правом посещения заседаний кабинета в случае необходимости.
13 февраля 2020 года вышла из правительства в ходе серии перестановок во втором кабинете Джонсона, что стало десятой заменой министра жилищного строительства с 2010 года.
13 ноября 2023 года в ходе серии кадровых перестановок в правительстве Сунака назначена государственным министром без портфеля. По мнению газеты Indepedent, её задача — уравновесить в Кабинете приверженцев идеологии «воук».
5 июля 2024 года после поражения консерваторов на парламентских выборах было сформировано лейбористское правительство Кира Стармера, в котором Макви не получила никакого назначения.

## Личная жизнь
В период работы на телевидении появлялась в общественных местах с продюсером BBC Мэлом Янгом. В ноябре 1999 года один из глянцевых журналов назвал их роман «необычайно современным» союзом двух совершенно независимых людей, но через год они расстались. Затем началась связь с выпускником Оксфорда и сыном пэра, политиком Эдом Вэйзи, который, по словам дочери строительного подрядчика из Ливерпуля Макви, делал ей предложения каждые две недели, но безуспешно. После победы на парламентских выборах 2010 года Макви вступила в отношения с парламентарием Филипом Дэвисом.